# Allium kirindicum
Allium kirindicum là một loài thực vật có hoa trong họ Amaryllidaceae. Loài này được Bornm. mô tả khoa học đầu tiên năm 1915.